# Avon (Maine)
Avon è un comune degli Stati Uniti d'America, situato nello Stato del Maine, nella contea di Franklin.